# Leptocybe invasa
Leptocybe invasa (Fisher & La Salle, 2004) è un imenottero parassitoide della sottofamiglia Eulophidae, unica specie del genere Leptocybe.

## Descrizione
Le femmine hanno una lunghezza compresa tra 1-1,5 mm e sono di colore marrone con riflessi metallici.

## Biologia

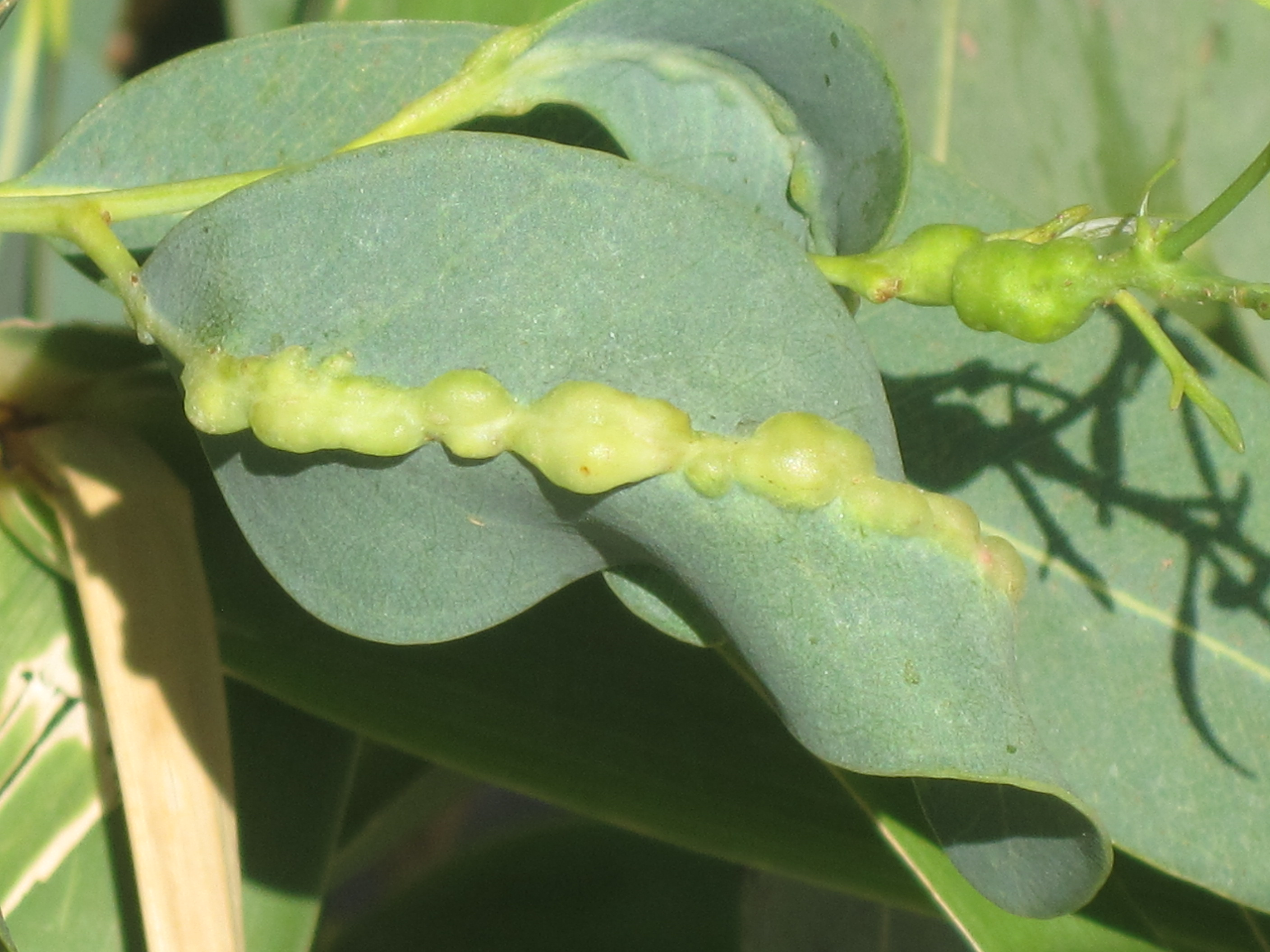
Galle di L. invasa

L. invasa si riproduce per partenogenesi telitoca, parassitando varie specie di Eucalyptus.
La deposizione delle uova avviene nel parenchima dei getti e nelle venature centrali e nei piccioli delle giovani foglie. Una volta che ha completato lo sviluppo all'interno della galla formatasi, la larva si impupa e l'adulto uscirà forando la galla con le mandibole.

I maschi di questa specie sono rari.

## Distribuzione
La specie sembra essere originaria dell'Australia ma è stata introdotta accidentalmente in vari paesi del mondo attraverso il commercio vivaistico delle piante ospiti.

Attualmente ne è accertata la presenza in Francia, Italia, Portogallo, Spagna, Algeria, Kenya, Marocco, Siria, Tanzania, Uganda, Giordania, Iran, Israele, Thailandia, Turchia, Vietnam e USA (Florida).